# چاکالتایا
چاکالتایا (به اسپانیایی: Chacaltaya) یک کوه در بولیوی است که در شهرستان لاپاز (بولیوی) واقع شده‌است. چاکالتایا ۵٬۴۲۱ متر بالاتر از سطح دریا واقع شده‌است.